# Höganäs (đô thị)
Đô thị Höganäs (tiếng Thụy Điển: Höganäs kommun) là một đô thị ở hạt Skåne của Thụy Điển. Thủ phủ là thị xã Höganäs. Dân số thời điểm 31 tháng 12 năm 2000 là 22639 người.